# Bulborogas breviadialis
Bulborogas breviadialis är en stekelart som beskrevs av Van Achterberg 1995. Bulborogas breviadialis ingår i släktet Bulborogas och familjen bracksteklar. Inga underarter finns listade.